# David Pate
David Pate (Los Angeles, 16 de Abril de 1962) é um ex-tenista profissional estadunidense.

## ATP Finais

### Simples finals (2 títulos – 4 vices)
| Legenda                       |
| Grand Slam (0–0)              |
| Tennis Masters Cup (0–0)      |
| ATP Masters Series (0–0)      |
| ATP Championship Series (0–0) |
| Grand Prix (2–4)              |

| Posição | N. | Data               | Torneio     | Piso        | Oponente       | Placar             |
| ------- | -- | ------------------ | ----------- | ----------- | -------------- | ------------------ |
| Vice    | 1. | Setembro 30, 1984  | Honolulu    | Duro        | Marty Davis    | 1–6, 2–6           |
| Campeão | 1. | Outubro 14, 1984   | Toquio      | Duro        | Terry Moor     | 6–3, 7–5           |
| Vice    | 2. | Fevereiro 24, 1985 | La Quinta   | Duro        | Larry Stefanki | 1–6, 4–6, 6–3, 3–6 |
| Vice    | 3. | Abril 5, 1987      | Chicago     | Carpete (i) | Tim Mayotte    | 4–6, 2–6           |
| Vice    | 4. | Abril 20, 1987     | Toquio      | Duro        | Stefan Edberg  | 6–7(2), 4–6        |
| Campeão | 2. | Setembro 21, 1987  | Los Angeles | Duro        | Stefan Edberg  | 6–4, 6–4           |

### Duplas (18 títulos – 18 vices)
| Legenda                     |
| Grand Slam (1)              |
| Tennis Masters Cup (0)      |
| ATP Masters Series (1)      |
| ATP Championship Series (2) |
| Grand Prix (14)             |

| Títulos por Piso |
| Duro (13)        |
| Saibro (1)       |
| Grama (0)        |
| Carpete (4)      |

| Posição | N.  | Data | Torneio                      | Piso     | Parceiro            | Oponentes                         | Placar             |
| ------- | --- | ---- | ---------------------------- | -------- | ------------------- | --------------------------------- | ------------------ |
| Vice    | 1.  | 1984 | Forest Hills WCT, EUA        | Saibro   | Ernie Fernandez     | David Dowlen Nduka Odizor         | 6–7, 5–7           |
| Vice    | 2.  | 1985 | Fort Myers, EUA              | Duro     | Sammy Giammalva Jr. | Ken Flach Robert Seguso           | 6–3, 3–6, 3–6      |
| Campeão | 1.  | 1985 | Stratton Mountain, EUA       | Duro     | Scott Davis         | Ken Flach Robert Seguso           | 3–6, 7–6, 7–6      |
| Campeão | 2.  | 1985 | Toquio Outdoor, Japão        | Duro     | Scott Davis         | Sammy Giammalva Jr. Greg Holmes   | 7–6, 6–7, 6–3      |
| Vice    | 3.  | 1985 | Tokyo Indoor, Japão          | Carpete  | Scott Davis         | Ken Flach Robert Seguso           | 6–4, 3–6, 6–7      |
| Campeão | 3.  | 1986 | Philadelphia, EUA            | Carpete  | Scott Davis         | Stefan Edberg Anders Järryd       | 7–6, 3–6, 6–3, 7–5 |
| Vice    | 4.  | 1986 | Scottsdale, EUA              | Duro     | Scott Davis         | Leonardo Lavalle Mike Leach       | 6–7, 4–6           |
| Vice    | 5.  | 1987 | Lyon, França                 | Carpete  | Kelly Jones         | Guy Forget Yannick Noah           | 6–4, 3–6, 4–6      |
| Campeão | 4.  | 1987 | Los Angeles, EUA             | Duro     | Kevin Curren        | Brad Gilbert Tim Wilkison         | 6–3, 6–4           |
| Vice    | 6.  | 1987 | Paris, França                | Carpete  | Scott Davis         | Jakob Hlasek Claudio Mezzadri     | 6–7, 2–6           |
| Vice    | 7.  | 1987 | Frankfurt, Alemanha          | Carpete  | Scott Davis         | Boris Becker Patrik Kühnen        | 4–6, 2–6           |
| Campeão | 5.  | 1987 | Johannesburgo, África do Sul | Duro (i) | Kevin Curren        | Eric Korita Brad Pearce           | 6–4, 6–4           |
| Campeão | 6.  | 1988 | Memphis, EUA                 | Duro (i) | Kevin Curren        | Peter Lundgren Mikael Pernfors    | 6–2, 6–2           |
| Vice    | 8.  | 1988 | Toquio Outdoor, Japão        | Duro     | Steve Denton        | John Fitzgerald Johan Kriek       | 4–6, 7–6, 4–6      |
| Campeão | 7.  | 1988 | Johannesburg, África do Sul  | Duro (i) | Kevin Curren        | Gary Muller Tim Wilkison          | 7–6, 6–4           |
| Vice    | 9.  | 1989 | Indian Wells, EUA            | Duro     | Kevin Curren        | Boris Becker Jakob Hlasek         | 6–7, 5–7           |
| Vice    | 10. | 1989 | Toquio Outdoor, Japão        | Duro     | Kevin Curren        | Ken Flach Robert Seguso           | 6–7, 6–7           |
| Campeão | 8.  | 1989 | Sydney Indoor, Austrália     | Duro (i) | Scott Warner        | Darren Cahill Mark Kratzmann      | 6–3, 6–7, 7–5      |
| Campeão | 9.  | 1989 | Toquio Indoor, Japão         | Carpete  | Kevin Curren        | Andrés Gómez Slobodan Živojinović | 4–6, 6–3, 7–6      |
| Campeão | 10. | 1990 | Orlando, EUA                 | Duro     | Scott Davis         | Alfonso Mora Brian Page           | 6–3, 7–5           |
| Campeão | 11. | 1990 | Kiawah Island, EUA           | Saibro   | Scott Davis         | Jim Grabb Leonardo Lavalle        | 6–2, 6–3           |
| Campeão | 12. | 1990 | Los Angeles, EUA             | Duro     | Scott Davis         | Peter Lundgren Paul Wekesa        | 3–6, 6–1, 6–3      |
| Campeão | 13. | 1990 | Indianapolis, EUA            | Duro     | Scott Davis         | Grant Connell Glenn Michibata     | 7–6, 7–6           |
| Vice    | 11. | 1990 | Toquio Indoor, Japão         | Carpete  | Scott Davis         | Guy Forget Jakob Hlasek           | 6–7, 5–7           |
| Vice    | 12. | 1990 | Lyon, França                 | Carpete  | Jim Grabb           | Patrick Galbraith Kelly Jones     | 6–7, 4–6           |
| Campeão | 14. | 1990 | Paris, França                | Carpete  | Scott Davis         | Darren Cahill Mark Kratzmann      | 5–7, 6–3, 6–4      |
| Campeão | 15. | 1991 | Sydney Outdoor, Austrália    | Duro     | Scott Davis         | Darren Cahill Mark Kratzmann      | 3–6, 6–3, 6–2      |
| Campeão | 16. | 1991 | Australian Open, Melbourne   | Duro     | Scott Davis         | Patrick McEnroe David Wheaton     | 6–7, 7–6, 6–3, 7–5 |
| Campeão | 17. | 1991 | Chicago, EUA                 | Carpete  | Scott Davis         | Grant Connell Glenn Michibata     | 6–4, 5–7, 7–6      |
| Vice    | 13. | 1991 | Tampa, EUA                   | Saibro   | Richey Reneberg     | Ken Flach Robert Seguso           | 7–6, 4–6, 1–6      |
| Campeão | 18. | 1991 | Washington, D.C., EUA        | Duro     | Scott Davis         | Ken Flach Robert Seguso           | 6–4, 6–2           |
| Vice    | 14. | 1991 | US Open, Nova York           | Duro     | Scott Davis         | John Fitzgerald Anders Järryd     | 3–6, 6–3, 3–6, 3–6 |
| Vice    | 15. | 1991 | Toquio Indoor, Japão         | Carpete  | Scott Davis         | Jim Grabb Richey Reneberg         | 5–7, 6–2, 6–7      |
| Vice    | 16. | 1993 | Osaka, Japão                 | Duro     | Glenn Michibata     | Mark Keil Christo van Rensburg    | 6–7, 3–6           |
| Vice    | 17. | 1993 | Toquio Outdoor, Japão        | Duro     | Glenn Michibata     | Ken Flach Rick Leach              | 6–2, 3–6, 4–6      |
| Vice    | 18. | 1993 | Montreal, Canada             | Duro     | Glenn Michibata     | Jim Courier Mark Knowles          | 4–6, 6–7           |